# Joseph MacRory
Joseph MacRory (ur. 19 marca 1861 w Armagh, zm. 13 października 1945 tamże) – irlandzki duchowny katolicki, kardynał, arcybiskup Armagh, prymas całej Irlandii. 

## Życiorys
Święcenia kapłańskie przyjął 13 września 1885 roku w Maynooth. 9 sierpnia 1915 roku otrzymał nominację na biskupa Down i Connors, sakrę biskupią przyjął 14 września 1915 roku z rąk kard. Michaela Logue arcybiskupa Armagh. 22 czerwca 1928 roku przeniesiony na stolicę metropolitalną i prymasów całej Irlandii w Armagh. Na konsystorzu 16 grudnia 1929 roku papież Pius XI wyniósł go do godności kardynalskiej z tytułem kardynała prezbitera San Giovanni a Porta Latina. W 1939 roku brał udział w konklawe, które wybrało na papieża Piusa XII. Zmarł 13 października 1945 roku w Armagh. Pochowano go na cmentarzu św. Patryka w Armagh.